# أولدكودكس
أولدكودكس (OLDCODEX) هي فرقة روك يابانية.

## الأعضاء
- Ta_2 (تاتسو)
- YORKE. (يورك)

### أعضاء سابقون
- رون (رون)
- YoHsKE (يوسكي)
- sae (ساي)

## ديسكوغرافيا

### ألبومات
- hidemind
- CONTRAST SILVER
- A Silent, within The Roar

### ألبومات مصغرة
- OLDCODEX
- FLOWER
- pledge

### أغاني منفردة
- 〔Blue〕
- flag on the hill
- Harsh Wind
- Cold hands
- カタルリズム (شارة النهاية الثانية للموسم الأول من مسلسل أنمي كرة سلة كوروكو)
- The Misfit Go (شارة البداية الأولى لمسلسل أنمي أراتا كانغاتاري)
- Rage on (شارة البداية لمسلسل أنمي فري!)
- WALK (شارة النهاية الأولى للموسم الثاني من مسلسل أنمي كرة سلة كوروكو)
- Dried Up Youthful Fame (شارة البداية لمسلسل أنمي فري! Eternal Summer)
- Lantana (شارة النهاية لحلقات مباراة سيرين ضد راكوزان من الموسم الثالث من مسلسل أنمي كرة سلة كوروكو)
- Feed A (شارة البداية لمسلسل أنمي غود إيتر)
- Aching Horns (شارة فيلم أنمي هاي☆سبيد! Free! Starting Days)
- Deal with (شارة البداية لمسلسل أنمي سيرفامب)

## وصلات خارجية
- أولدكودكس على موقع ميوزك برينز (الإنجليزية)
- أولدكودكس على موقع ديسكوغز (الإنجليزية)